# حمام درب سید
حمام درب سید مربوط به دوره قاجار است و در خمینی شهر، خیابان ولی عصر، کوچه درب سید واقع شده و این اثر در تاریخ ۲۶ اسفند ۱۳۸۶ با شمارهٔ ثبت ۲۱۸۱۶ به‌عنوان یکی از آثار ملی ایران به ثبت رسیده است.